# Бабаки
Бабаки́ — село у Богодухівській міській громаді Богодухівського району Харківської області України.
Поштове відділення — Матвіївське.

## Географія
Село Бабаки знаходиться знаходиться на правому березі річки Рябина. У цьому місці на річці знаходиться Воскресенівське водосховище, яке утворює гребля в селі Воскресенівка за 2 км нижче за течією. У водоймищі є короп, окунь і біла риба. Є достатньо місць для відпочинку і рибного лову.
На протилежному березі розташоване село Новософіївка. Біля села невеликий ліс.

## Історія
- 1694 рік - дата заснування.
- 12 червня 2020 року, відповідно до розпорядження Кабінету Міністрів України № 725-р «Про визначення адміністративних центрів та затвердження територій територіальних громад Харківської області», село увійшло до Богодухівської міської громади[1].
- 19 липня 2020 року, в результаті адміністративно-територіальної реформи та ліквідації Богодухівського району (1923—2020), село увійшло до складу новоутвореного Богодухівського району Харківської області[2].